# Akrahreppur
Akrahreppur è un comune islandese della regione di Norðurland vestra.